# Parlament

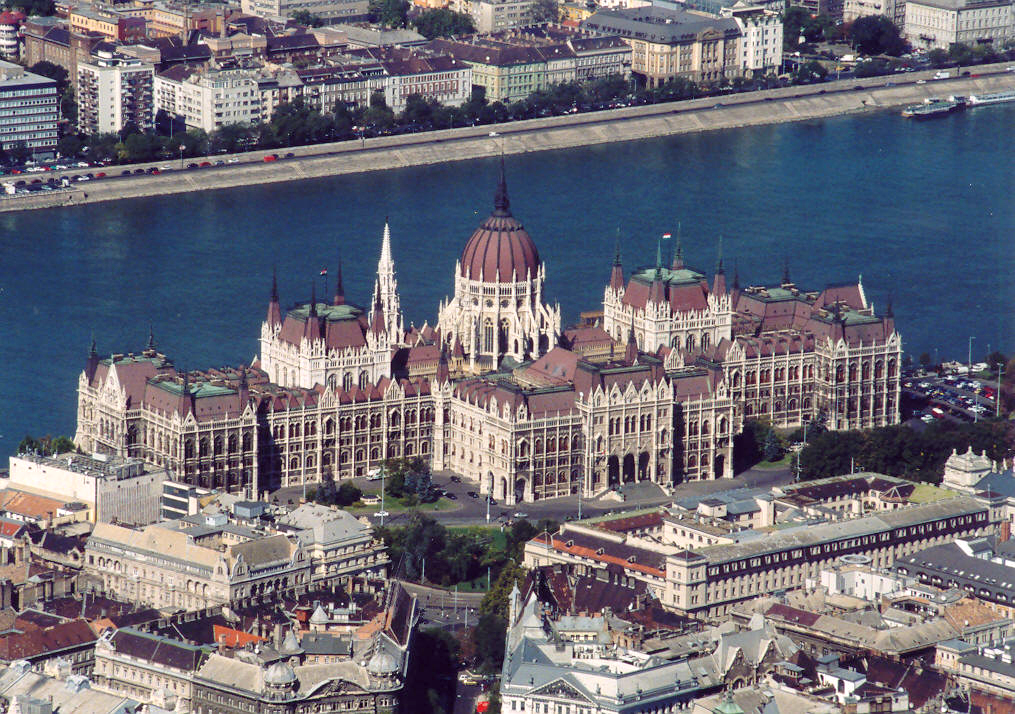
A budapesti Országház

A parlament modern államokban a törvényhozó testület. Az elnevezés a francia parler („beszélni”) szóból származik. Eredetileg a középkori Franciaországban a királyi bíróságokat nevezték parlamentnek – francia írásmóddal parlement – (1789-ig). Innen került át a kifejezés Angliába, ahol a 15. században az igazságszolgáltatási funkció mellett tanácsadó, később törvényhozó szerepet kapott.
A parlament egyfajta szinonimájaként használható az „országgyűlés” szó is, noha ezzel elsődlegesen a magyar parlamentre utalunk. A magyar köznyelvben a parlament kifejezés elsősorban a budapesti Országház épületére utal.

## Funkciói

Egykamarás és kétkamarás parlamentek.

A parlament a képviseleti demokrácia intézménye, amelynek jogköre koronként és országonként különbözik.
- az alkotmány elfogadása (ha van)
- törvényhozás
- különféle állami tisztségviselők választása
- a végrehajtó hatalom felügyelete
- vizsgálóbizottságok működtetése
- nyílt politikai vita színtere
- az egész politikai berendezkedés legitimitásának biztosítása

## Egykamarás és kétkamarás parlamentek
Az egykamarás parlament (mint például a jelenlegi magyar Országgyűlés) közvetlenül alkot törvényeket. A köztársasági elnök megfontolásra visszaküldheti a törvényt a kihirdetés előtt, vagy az Alkotmánybírósághoz fordulhat.
A kétkamarás parlament bonyolult képviseleti rendszer terméke, amelyben az alsóház, illetve felsőház választása és összetétele eltérő lehet. Az alsóház által elfogadott törvények a legtöbb kétkamarás rendszerben a felsőház elé kerülnek további megvitatásra. Magyarországon 1608-1848 között működött kétkamarás rendi országgyűlés.

## A világ parlamentjei
A világ országaiban a törvényhozás intézménye számos különböző formában és elnevezések alatt működik. A parlamenti munka általában egy külön erre a célra fenntartott épületben zajlik, amely gyakran kiemelkedik a közintézmények épületeinek sorából, és jellemzően az ország fővárosában található.
| Ország                    | Intézmény neve | Épület neve                                 | Megjegyzés |
| ------------------------- | --- | ------------------------------------------- | --- |
| Albánia                   | Albán Köztársaság Nemzetgyűlése                                                                                       | Nemzetgyűlési Ülésterem                     | |
| Amerikai Egyesült Államok | Kongresszus (Congress), két kamarája a képviselőház (House of Representatives) és a szenátus (Senate)                 | Capitolium                                  | |
| Dánia                     | Folketing | Christiansborg palota                       | |
| Egyesült Királyság        | Két kamarája a Képviselőház (House of Commons) és a Lordok Háza (House of Lords)                                      | Westminster-palota                          | 1999 októberétől néhány kivétellel a Lordok Házában sem születési előjogokkal rendelkező főnemesek ülnek, a kamara reformja folyamatban van.                         |
| Észak-Korea               | Legfelsőbb Népi Gyűlés                                                                                                | Manszude Díszterem                          | |
| Feröer                    | Løgting |                                             | Az egyik legősibb a világon |
| Finnország                | Eduskunta (finnül) vagy Riksdag (svédül)                                                                              | Eduskuntatalo                               | |
| Franciaország             | Két kamarája a Nemzetgyűlés (Assemblée Nationale) és a Szenátus (Sénat)                                               | Bourbon-palota                              | |
| Horvátország              | Szábor |                                             | |
| Izrael                    | Kneszet (כנסת) |                                             | Nincs alkotmány, nincs egységes törvényhozás |
| Izland                    | Alþingi |                                             | A világon elsőként, 930-ban hozták létre |
| Japán                     | Két kamarája a Képviselőház és a Tanácsosok Háza                                                                      |                                             | |
| Kanada                    | Két kamarája a Képviselőház (House of Commons) és a Szenátus (Senate)                                                 | Parliament Buildings                        | |
| Laosz                     | Szapha Heng Szat |                                             | |
| Lengyelország             | Nemzetgyűlés (Zgromadzenie Narodowe), két kamarája a Szejm és a Szenátus (Senat)                                      |                                             | A nagy szejm 1791-ben megalkotta Európa első írott (kartális) alkotmányát, a Május 3-i Alkotmányt.                                                                   |
| Litvánia                  | Seimas |                                             | |
| Magyarország              | Országgyűlés | Országház                                   | Az Országház 1885-1904 között épült. Jelenleg Európában a 2., a világon a 3. legnagyobb parlamenti épület.                                                           |
| Mexikó                    | Képviselőház és Szenátus                                                                                              |                                             | |
| Mongólia                  | Nagy Népi Hurál |                                             | |
| Németország               | Két kamarája a Bundestag (1945-ig Reichstag) és a Bundesrat                                                           | Reichstag                                   | Az épület 1933-ban, majd 1945-ben leégett. 1990-ig üresen állt, majd a német újraegyesülést követően újjáépítették.                                                  |
| Norvégia                  | Storting |                                             | |
| Olaszország               | a parlament két kamarája Képviselőház és Szenátus                                                                     |                                             | |
| Oroszország               | Szövetségi Gyűlés (Федеральное Cобрание), két kamarája az Állami Duma (Дума) és a Szövetségi Tanács (Совет Федерации) |                                             | |
| Románia                   | Románia parlamentje (Parlamentul României), két kamarája a Képviselőház (Camera Deputaților) és Szenátus (Senat)      | Parlament Palota (Palatul Parlamentului)    | A Palota 1984-1997 között épült. A világon a 2. legnagyobb parlamentépület, 3. legnagyobbb alapterületű közigazgatási épület és az egyik legnagyobb tömegú építmény. |
| Spanyolország             | Cortes Generales | Palacio de las Cortes és Palacio del Senado | Az alsóháznak és a felsőháznak külön székhelye van. |
| Svédország                | Riksdag |                                             | |
| Szlovákia                 | Szlovák Köztársaság Nemzeti Tanácsa                                                                                   |                                             | |
| Törökország               | Török Nagy Nemzetgyűlés                                                                                               |                                             | |
| Ukrajna                   | Legfelsőbb Tanács |                                             | |

## Kapcsolódó irodalom
- Szente Zoltán: Kormányzás a dualizmus korában. A XIX. századi európai parlamentarizmus és Magyarország kormányformája a kiegyezés után 1867-1918, Atlantisz Könyvkiadó, Budapest, 2011 (East-European Non-Fiction), ISBN 9789639777170
- Szente Zoltán: Bevezetés a parlamenti jogba (2. bővített kiadás), Atlantisz Könyvkiadó, Budapest, 2010 (East-European Non-Fiction), ISBN 9789639777095